# Salim Amir
Salim Amir (né à l'époque au Tanganyika et aujourd'hui Tanzanie à une date inconnue) est un joueur de football international tanzanien, qui évoluait au poste de défenseur.

## Biographie

### Carrière en club
Salim Amir a joué au COS Villers pendant neuf saisons et y est encore pour l'instant[réf. nécessaire].

### Carrière en sélection
Il participe avec l'équipe de Tanzanie à la Coupe d'Afrique des nations de 1980 organisée au Nigeria.
Le 5 juillet 1980, il joue un match contre le Kenya rentrant dans le cadre des éliminatoires du mondial 1982.